# Пчелина
Пчели́на (болг. Пчелина) — село в Разградській області Болгарії. Входить до складу общини Самуїл.

## Населення
За даними перепису населення 2011 року у селі проживала 271 особа.
Національний склад населення села:
| Національність   | Кількість осіб | Відсоток |
| ---------------- | -------------- | -------- |
| турки            | 268            | 98,9%    |
| болгари          | 3              | 1,1%     |
| цигани           | 0              | 0%       |
| інша             | 0              | 0%       |
| не визначились   | 0              | 0%       |
| Всього відповіли | 271            |          |

Розподіл населення за віком у 2011 році:
Динаміка населення: